# Denis Mukwege
Denis Mukengere Mukwege (født 1. marts 1955) er en gynækolog fra Bukavu, Belgisk Congo.
Han oprettede og arbejder i Panzi Sygehus i Bukavu, hvor han specialiserer sig i behandling af kvinder, der blev massevoldtaget af rebel-soldater. Han har behandlet tusindvis af kvinder, som blev ofre for krigsvoldtægt siden Den Anden Congo-krig, nogle af dem voldtaget flere gange, hvor han foretog op til 10 kirurgiske operationer om dagen i hans 18-timers lange arbejdsdage. Ifølge avisen The Globe and Mail, Mukwege er "sandsynligvis verdens førende ekspert i behandling og reparation af kropsskader hos voldtægtsofre." I 2018 modtog han sammen med Nadia Murad Nobels fredspris for "deres indsats i at bekæmpe og ende brug af seksuel vold og voldtægt som våben i krig og væbnede konflikter."